# Птицемлечник бахромчатый
Птицемлечник бахромчатый (лат. Ornithogalum fimbriatum) — вид травянистых растений рода Птицемлечник (Ornithogalum) семейства Спаржевые (Asparagaceae), произрастающий в светлых лесах, на полянах, в степях Европы и Западной Азии.

## Ботаническое описание
Многолетнее травянистое растение. Луковица яйцевидная, небольшая, 1,5 см в диаметре. Листья в числе 3—8, линейные, 3—5 мм шириной, желобчатые, часто серповидно изогнутые, более или менее сильно превышающие цветочную стрелку, 10—28 см длиной, с нижней стороны более или менее густо покрытые белыми, длинными, отстоящими волосками (иногда листья почти или совсем голые и волоски только по краю). Стебель 5—12 см высотой, обычно покрыт белыми отстоящими волосками.
Соцветие немногоцветковое, из 1—10 цветков. Цветоносы 6—20 см длиной, короче или длиннее прицветников, при плодах дугообразно вверх изогнутые. Листочки околоцветника 13—18 мм длиной, продолговато-лцнейные, тупые или слабо заостренные, по спинке с широкой зелёной полоской. Тычинки вдвое короче околоцветника. Коробочка со слегка крылатыми рёбрами, попарно-сближенными, 10—12 см длиной. Цветение в апреле.